# Ausci

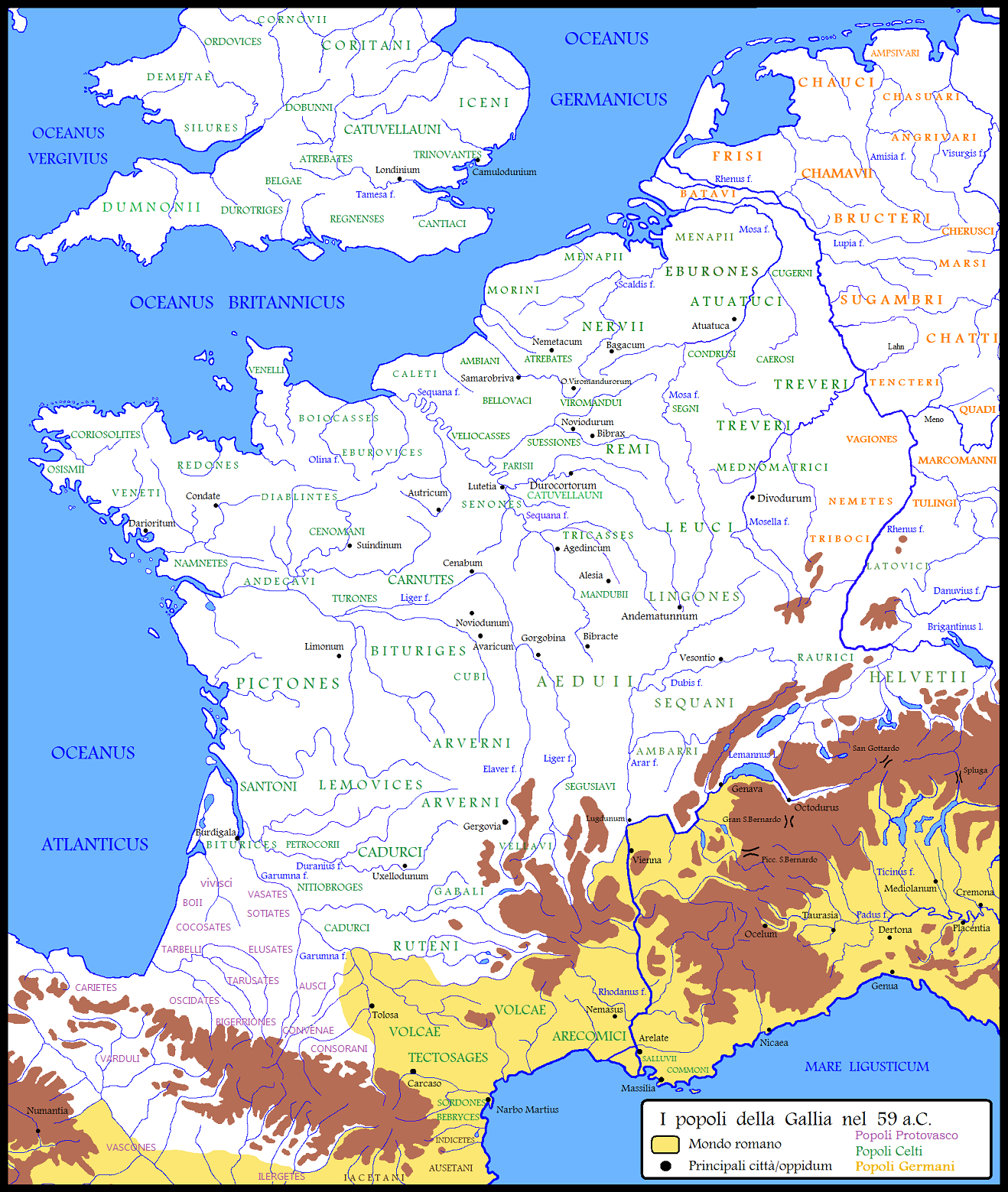
Mappa della Gallia prima della campagna gallica di Cesare nel 59 a.C.

Gli Ausci (Auscii in latino) furono un popolo gallico  dell'Aquitania, caduto sotto il dominio romano nel 55 a.C.. Abitò la fiorente città di Elimberrum o Eliberris, ribattezzata in età imperiale Augusta Auscorum, l'odierna ed eponima Auch.

## Territorio
Gli Ausci confinavano con i Tarusati/Aturensi ed Elusati a ovest, i Lactorati a nord, i Tolosati ad est, i Conveni e i Bigerrioni a sud.

## Etimologia
Il loro nome deriva da una radice diffusa, che la si avvicina al'etnonimo  degli Oscidati, degli Osca di Huesca, di Euskal, o perfino al nome del fiume Oscara (Ouche). Sono stati presi in considerazione anche eventuali legami con la radice Tusk presente in parole come "Tosco", "Toscano", "Etruschi"...